# Albert Zeller
Ernst Albert von Zeller (ur. 6 listopada 1804 w Heilbronn, zm. 23 grudnia 1877) – niemiecki lekarz psychiatra, pisarz, naczelny radca sanitarny (Obermedizinalrat), pierwszy dyrektor zakładu leczniczego Winnental w Winnenden. W 1853 został honorowym obywatelem miasta Winnenden.